# Аджарская ящерица
Аджарская ящерица (лат. Darevskia mixta) — вид настоящих ящериц из рода скальных ящериц.

## Внешний вид
Относительно мелкая ящерица с длиной тела до 6,3 см. Хвост примерно в два раза больше. Голова умеренно уплощённая. Верхнересничные щитки отделены от надглазничных рядом из 2—15 зёрнышек, который у некоторых ящериц может прерываться. Первый верхневисочный щиток короткий, кзади суженный и тупо обрезанный. Центральновисочный и барабанный щитки очень большие, между ними имеется один крупный клиновидный щиток, который может быть больше барабанного. По средней линии горла проходит 20—28 чешуй. Туловище покрыто умеренно выпуклой, гладкой или слабокилеватой в задней трети спины чешуёй. Вокруг середины тела 40—55 чешуй. На внутренней стороне бедра имеется ряд из 13—21 бедренных пор, доходящий до колена. Чешуи голени сверху слабокилеватые, 14—23 вокруг её середины.
Самцы и самки сверху яркие изумрудно-зелёные, травянисто-зелёные или зеленовато-бурые. Вдоль хребта обычно проходит более тёмная полоса с мелкими пятнами и крапинами, иногда слабо выраженными. По бокам тянутся широкие тёмно-бурые полосы из сближенных продольных рядов тёмных кружков со слабо выраженными светлыми глазками. По верхнему краю боковых полос, особенно в передней трети туловища, имеются ряды мелких пятен. Голова сверху в мелких тёмных пятнах. Низ тела зеленовато-жёлтый.

## Ареал
Распространена в Грузии, где изолированно обитает в восточной части Месхетского хребта и на южных склонах Большого Кавказа между долинами рек Риони и Хоби, а также в восточной Турции, где ареал нуждается в уточнении.

## Образ жизни
Населяет выходы скал и твёрдых пород по берегам рек во влажных колхидских лесах на высоте от 250—280 до 2000 м над уровнем моря. Питается насекомыми и их личинками, пауками, моллюсками и земляными червями. В июне—июле самки откладывают по 2—4 яйца размером около 6×12 мм. В середине августа — сентябре из них появляются молодые ящерицы длиной 21—23 мм.

## Филогения
По данным молекулярно-генетического анализа митохондриального гена цитохрома b, популяции Большого и Малого Кавказа полностью изолированы друг от друга и разделились вскоре после выделения аджарской ящерицы в отдельную кладу около 800000 лет назад. Считается, что вид сформировался на территории Малого Кавказа во время Среднеплейстоценового климатического перехода.

## Галерея
- Самец и самка
- Голова
- Анальная область